# Liana Gjurdschjan
Liana Gjurdschjan (armenisch Լիանա Գյուրջյան; * 13. Juni 2002 in Getasat) ist eine armenische Gewichtheberin. Sie wurde mehrfache Jugend- und Junioren-Europameisterin, Jugend-Weltmeisterin im Gewichtheben in der Gewichtsklasse bis 81 kg Körpergewicht.

## Karriere

### Olympische Jugend-Sommerspiele
Liana Gjurdschjan nahm im Alter von 16 Jahren mit der armenischen Jugend-Olympiamannschaft an den Olympischen Jugend-Sommerspielen 2018 in Buenos Aires in der Gewichtsklasse Superschwergewicht der Mädchen im Gewichtheben teil. Den olympischen Wettkampf begann sie am 13. Oktober 2018 im „Youth Olympic Park“ konnte jedoch den Wettbewerb nicht beenden und erzielte keine gültige Wertung.

### Junioren-Weltmeisterschaften
Bei ihrer ersten Teilnahme an den Junioren-Weltmeisterschaften 2021 dominierte sie den Wettkampf in der Gewichtsklasse bis 81 kg Körpergewicht und wurde Junioren-Weltmeisterin. Gjurdschjan erreichte im Reißen den 2. Platz mit einer Wertung von 98 Punkten, im Stoßen den 1. Platz mit einer Wertung von 125 Punkten und dies führte zum 1. Platz mit dem Gewinn des Weltmeistertitels bei einer Gesamtwertung von 223 Punkten.

### Junioren-Europameisterschaften
Liana Gjurdschjan nahm im Jahr 2019 an den Junioren-Europameisterschaften im Gewichtheben teil und gewann alle drei Wertungen in der Gewichtsklasse bis 81 kg Körpergewicht. Sie erreichte im Reißen eine Wertung von 95 Punkten, im Stoßen eine Wertung von 120 Punkten und in der Gesamtwertung ein Ergebnis von 215 Punkten mit dem Titelgewinn als Junioren-Europameisterin. Als Titelverteidigerin konnte sie bei den Junioren-Europameisterschaften im Gewichtheben im Jahr 2021 zwei der drei gewonnenen Titel verteidigen. In ihrer Gewichtsklasse bis 81 kg Körpergewicht erzielte sie im Reißen den 1. Platz mit einer Wertung von 95 Punkten, den 2. Platz im Stoßen mit einer Wertung von 121 Punkten und den 1. Platz in der Gesamtwertung mit einer Wertung von 216 Punkten.
Bei den Junioren-Europameisterschaften im Gewichtheben im Jahr 2022 gewann Gjurdschjan wieder alle drei Wertungen in der Gewichtsklasse bis 81 kg Körpergewicht und wurde erneut Junioren-Europameisterin. Sie erzielte im Reißen den 1. Platz mit einer Wertung von 98 Punkten, den 1. Platz im Stoßen mit einer Wertung von 125 Punkten und den 1. Platz in der Gesamtwertung mit einer Wertung von 223 Punkten.

### Weltmeisterschaften
Gjurdschjan nahm im Jahr 2018 an ihren ersten Weltmeisterschaften im Gewichtheben im Seniorenbereich in Aşgabat für Armenien teil. Sie erreichte Wertungen in der Gewichtsklasse bis 71 kg Körpergewicht von 85 Punkten im Reißen (22. Platz) und 110 Punkten im Stoßen (19. Platz). In der Gesamtwertung führten diese Ergebnisse zum 19. Platz von insgesamt 27 Teilnehmerinnen.
Ihre zweite Teilnahme waren die Weltmeisterschaften im Gewichtheben 2022 in Bogotá. Liana Gjurdschjan startete in der Gewichtsklasse bis 81 kg Körpergewicht und erzielte im Reißen eine Wertung von 103 Punkten (13. Platz) und im Stoßen eine Wertung von 134 Punkten (11. Platz) die in der Gesamtwertung eine Wertung von 237 Punkten und den 11. Platz ergaben.

### Europameisterschaften
Im Jahr 2019, im Alter von 17 Jahren, nahm sie erstmals im Seniorenbereich an den Europameisterschaften im Gewichtheben in der Gewichtsklasse bis 81 kg Körpergewicht in Batumi teil. Im Reißen erzielte sie eine Wertung von 97 Punkten (2. Platz), im Stoßen eine Wertung von 120 Punkten (1. Platz) und dies ergab in der Gesamtwertung eine Wertung von 217 Punkten und den 3. Platz. Das Endergebnis wurde nachträglich festgestellt da die eigentliche Europameisterin Eleni Konstantinidi disqualifiziert wurde.
Bei ihrer zweiten Teilnahme an den Europameisterschaften im Gewichtheben 2021 in Moskau trat sie erneut in der Gewichtsklasse bis 81 kg Körpergewicht an und gewann eine Silber- und Bronzemedaille. Im Reißen erzielte sie eine Wertung von 98 Punkten (6. Platz), im Stoßen eine Wertung von 129 Punkten (2. Platz) und in der Gesamtwertung den 3. Platz mit einem Ergebnis von 227 Punkten.